# Jeannie Snowball
 (avril 2025).
Motif : Absence de source secondaire centrée d'envergure nationale
- Archive Wikiwix
- Bing
- Cairn
- DuckDuckGo
- E. Universalis
- Gallica
- Google
- G. Books
- G. News
- G. Scholar
- Persée
- Qwant
- (zh) Baidu
- (ru) Yandex
- (wd) trouver des œuvres sur Wikidata

| 1. | Préciser le motif de la pose du bandeau. | Précisez le motif de la pose du bandeau en utilisant la syntaxe suivante : {{admissibilité à vérifier\|date=mai 2025\|motif=remplacez ce texte par le motif}}                         |
| 2. | Informer les utilisateurs concernés.     | Pensez à avertir le créateur de l'article, par exemple, en insérant le code ci-dessous sur sa page de discussion : {{subst:avertissement admissibilité à vérifier\|Jeannie Snowball}} |

Jeannie Snowball (née en 1906 à Kuujjuaq, Nunavik, Québec et décédée à une date inconnue) est une artisane inuite principalement connue pour avoir conçu la poupée Ookpik, une création devenue emblématique de la culture canadienne. Elle a également joué un rôle majeur dans le développement de l’artisanat inuit, particulièrement à travers son implication dans la coopérative de Kuujjuaq.

## Biographie
Jeannie Snowball est née en 1906 à Kuujjuaq, au Nunavik, dans le nord du Québec. Sa jeunesse reste peu documentée, mais on sait qu’elle a évolué dans un contexte culturel où l’artisanat tenait une place prépondérante dans la vie quotidienne des Inuits.
Durant les années 1960, elle participe activement au développement de la coopérative de Fort Chimo (aujourd'hui Kuujjuaq), permettant ainsi à plusieurs artisans locaux de commercialiser leurs créations artisanales. C’est dans ce contexte coopératif que Snowball crée la poupée Ookpik, figurine représentant un harfang des neiges, fabriquée à partir de peau de phoque et caractérisée par ses grands yeux expressifs.

## Œuvre et contributions

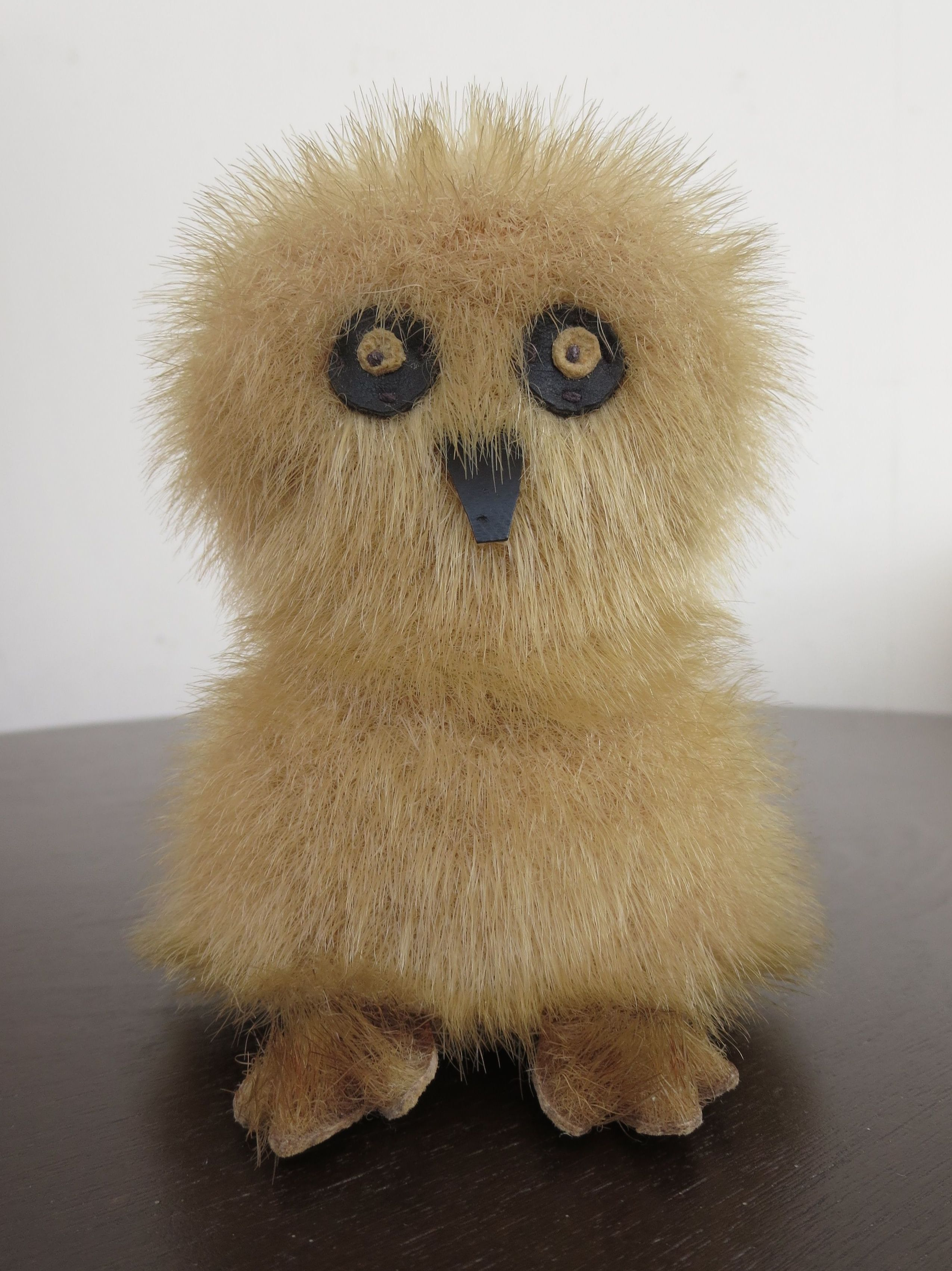
Un Ookpik en peau de phoque du milieu des années 1960

### La poupée Ookpik
L’œuvre la plus célèbre de Jeannie Snowball demeure la poupée Ookpik, rapidement adoptée comme symbole culturel au Canada. Initialement produite de façon artisanale, elle devient mascotte nationale du Canada à l'occasion d'une exposition canadienne organisée à Philadelphie en 1963. Le succès considérable de cette poupée sur le marché canadien et international a permis de mettre en lumière l’artisanat inuit et d'élargir sa reconnaissance.
La poupée Ookpik symbolise le savoir-faire traditionnel inuit tout en illustrant la capacité des artisans inuits à adapter leur production aux réalités économiques modernes. Aujourd'hui, la poupée est présente dans diverses collections muséales, notamment au New Jersey State Museum.

### Autres réalisations
Jeannie Snowball a également réalisé d’autres objets artisanaux tels que des vêtements traditionnels et diverses figurines en peau de phoque. Ces réalisations contribuent à préserver les savoir-faire ancestraux tout en soutenant l'économie locale.

## Reconnaissance et héritage
Bien que Jeannie Snowball n’ait jamais reçu de distinction officielle, son travail demeure reconnu comme ayant eu un impact majeur sur la valorisation de l'art inuit au Canada et à l'international. La poupée Ookpik demeure un objet culturel canadien iconique, toujours fabriqué et commercialisé par les communautés inuites contemporaines.
Son rôle dans la coopérative de Kuujjuaq a permis à plusieurs générations d’artisans de valoriser leurs traditions tout en garantissant leur autonomie économique et culturelle.